# Acyclus inquietus
Acyclus inquietus is een raderdiertjessoort uit de familie Atrochidae. De wetenschappelijke naam van deze soort is voor het eerst geldig gepubliceerd in 1882 door Leidy.